# Mariä Verkündigung (Heldenbergen)

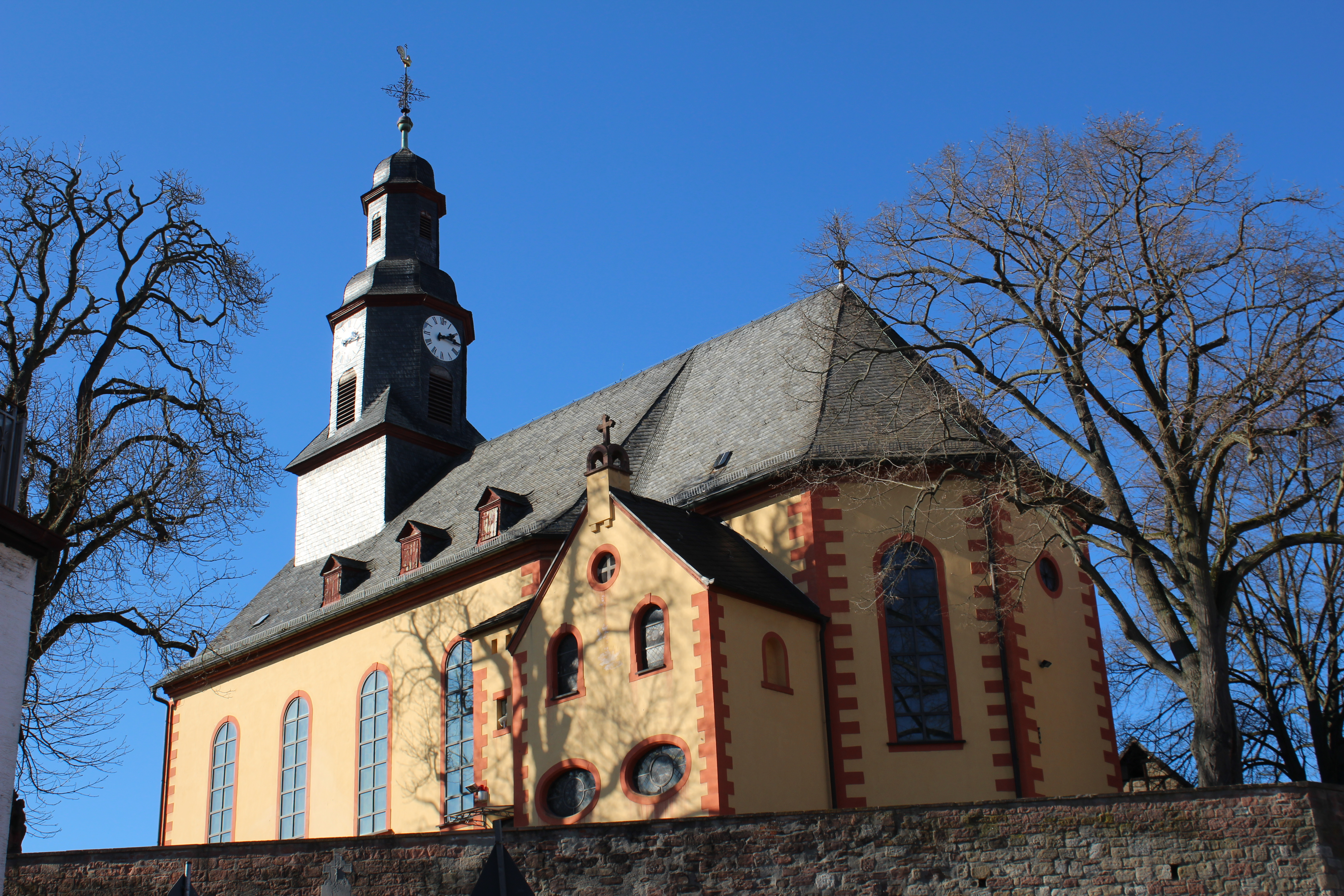
Kirche von Südosten

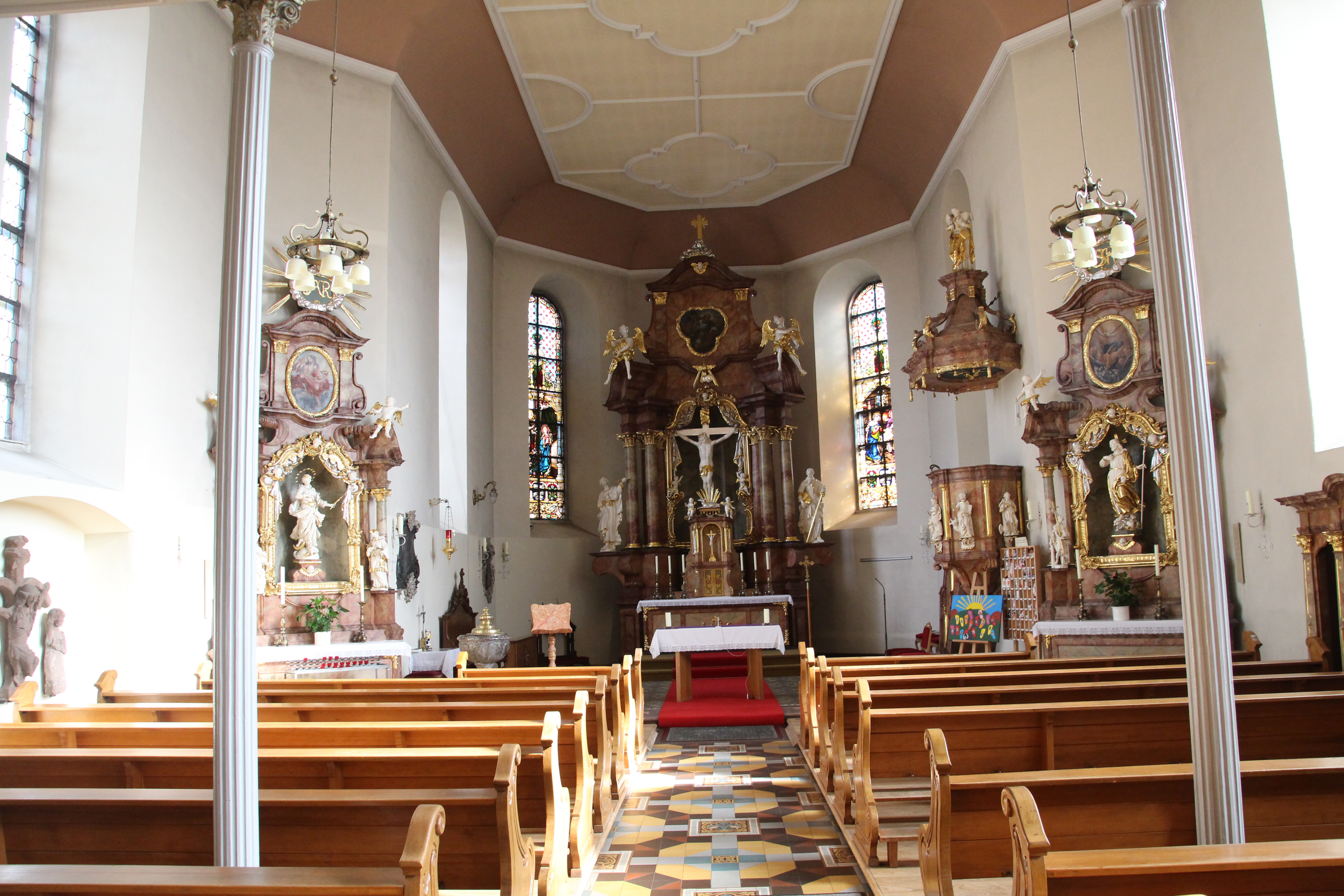
Innenraum mit Blick auf die Altäre

Die katholische Kirche Mariä Verkündigung in Heldenbergen, einem Stadtteil von Nidderau im Main-Kinzig-Kreis in Hessen, ist eine denkmalgeschützte Saalkirche aus dem Barock. Das in den Jahren 1751–1754 errichtete Gebäude mit Haubendachreiter und eingezogenem Fünfachtelschluss hat eine reiche Kirchenausstattung.

## Geschichte
Eine Vorgängerkirche wird für das Jahr 839 oder um 1100 vermutet, ist urkundlich aber nicht bezeugt. Im Jahr 1192 ist ein Pleban und 1231 ein Pastor nachgewiesen, als das Kloster Limburg die Kirche dem Mainzer Domkapitel übertrug. Zum Kirchspiel Heldenbergen gehörte 1380 Eichen. Möglicherweise war auch Klein-Karben als Filiale nach Heldenbergen eingepfarrt. In der mittelalterlichen Kirche waren die beiden Altäre dem heiligen Alban und den Zehntausend Märtyrern geweiht. Das Patrozinium der Maria ist für 1468 bezeugt.
In spätmittelalterlicher Zeit unterstand Heldenbergen dem Dekanat Roßdorf im Archidiakonat von St. Maria ad Gradus in Mainz. Im Zuge der Reformation, als die Kirche zur reichsunmittelbaren Burggrafschaft Friedberg gehörte, sind ab etwa 1520 evangelische Strömungen nachweisbar, die aber nicht zu einem Bekenntniswechsel führten. Die Kirche gehörte zum Mainzer Domkapitel und Kurmainz widersetzte sich der Einführung der Reformation. Die Stellung Heldenbergens zwischen dem evangelischen Friedberg und dem katholischen Mainz führte ständig zu Konflikten, aber für einen Zeitraum von 65 Jahren auch zu einer Mischform des Gottesdienstes. Im Jahr 1587 wurde eine lutherische Schule am Ort eröffnet. Die Kinder lernten den lutherischen Katechismus. Der lutherische Kantor ließ Lutherlieder singen und der katholische Pfarrer taufte, traute und beerdigte lutherische Christen. Im Dreißigjährigen Krieg wurde die Gemeinde vorübergehend lutherisch, um 1636 wieder katholisch zu werden.
Die mittelalterliche Kirche wurde in der Mitte des 18. Jahrhunderts ersetzt. Baumeister aus Tirol begannen 1751 den Kirchenbau, der im März 1754 durch den Mainzer Weihbischof Christoph Nebel geweiht wurde. Aus Gernsheim, wo zeitgleich eine neue Kirche gebaut wurde, wurden der Hauptaltar und die Seitenaltäre sowie die Kanzel übernommen. Die Orgel, um die die Heldenberger sich ebenfalls bemüht hatten, blieb in Gernsheim.
Die Gemeinde führte 1862/1863 eine Sanierung der Kirche durch und schaffte eine neue Orgel an. Im Jahr 1890 kamen die Kreuzwegstationen zur Ausstattung hinzu, im Jahr 1900 stiftete Pfarrer Thoebes die beiden Buntglasfenster im Chor; Thoebes wurde in der Nacht vom 11. auf den 12. November 1904 im Pfarrhaus ermordet. Im Jahr 1902 wurde an der östlichen Südseite eine Sakristei angebaut. Infolgedessen wurden die hölzernen Trennwände mit Türen hinter dem Altar, die einen Sakristeibereich abtrennten, entfernt. Die Gemeinde schaffte 1909 eine neue Orgel an. Eugen Brentano stiftete 1914 das Fenster in der Nordseite. Eine Glocke von Johann Peter Bach und Sohn aus Windecken von 1778 und eine von Johann Georg und Jakob Bach von 1812 sowie eine kleine von Johann Georg Barthels aus Frankfurt von 1707 wurden 1917 für Rüstungszwecke abgeliefert. Die 1923 von Störmer aus Erfurt neu gegossenen Glocken wurden 1941 bis auf eine wieder abgeliefert und 1950 durch die Gießerei Grüninger aus Neu-Ulm (drei Stück) ersetzt. Das Geläut hat die Tonfolge g1 b1 c2 es2 (Idealquartett).
In der ersten Hälfte des 20. Jahrhunderts wurde die Westempore vorgezogen und der Mittelgang mit neuen Platten belegt. 1957 folgten die Sanierung der Außenmauern und Trockenlegungsmaßnahmen. Die vom Zweiten Vatikanischen Konzil beschlossene Liturgiereform führte zur Beseitigung der Kommunionbank zwischen Chor und Schiff, an deren Stelle ein Voraltar aufgestellt wurde. 1988 schloss sich eine Außensanierung an. Der Wetterhahn wurde überholt und neu vergoldet und die Außentreppe, die zur Orgelempore führte, entfernt. Die Kreuzigungsgruppe, die an der Nordwand des Friedhofs angebracht war, erhielt zum Schutz vor der Witterung einen neuen Platz im Kircheninneren. 1991/1992 wurden die Barockaltäre restauriert.

## Architektur

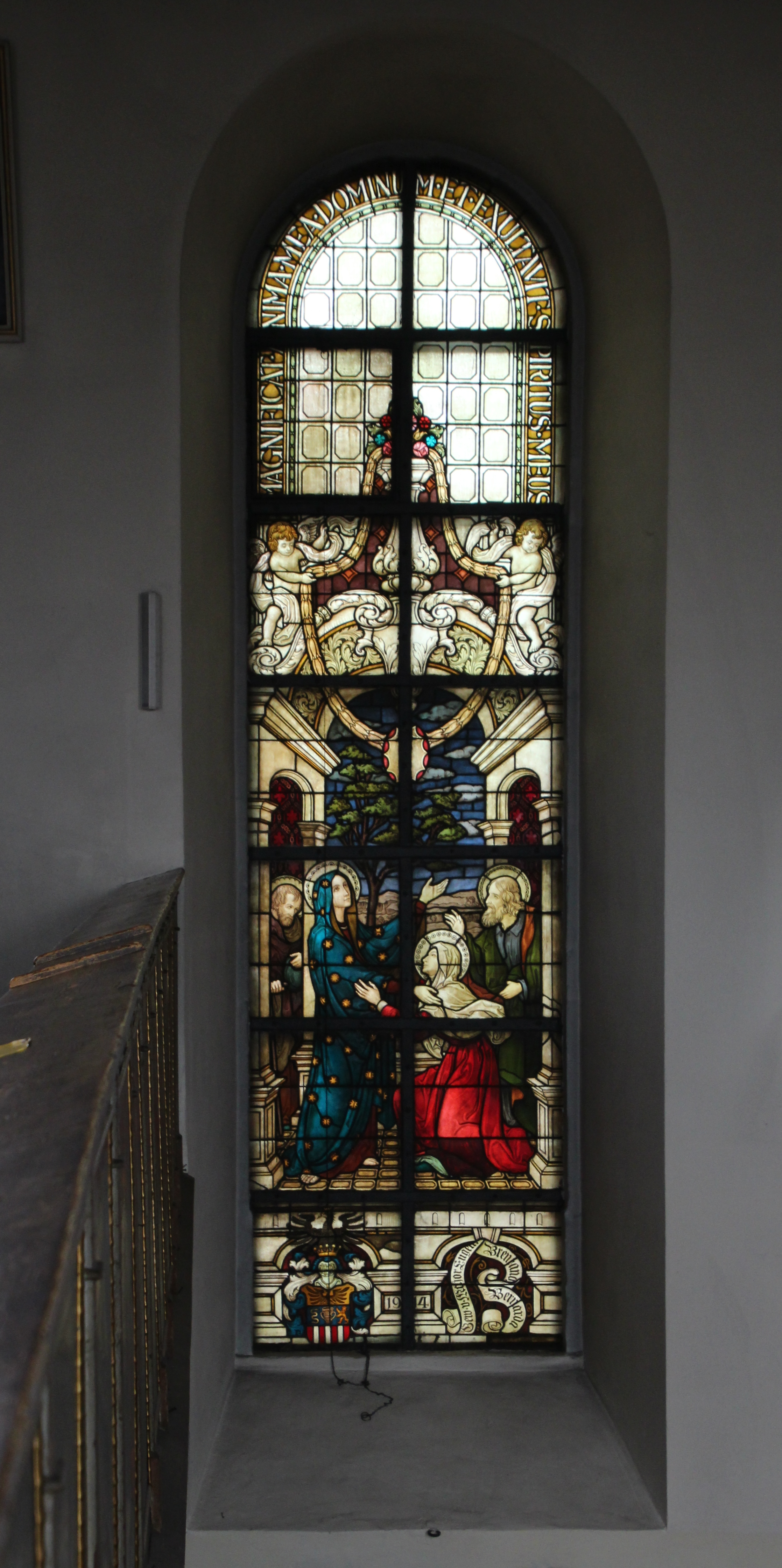
Das Nordfenster von 1914 zeigt die Begegnung von Maria und Elisabeth.

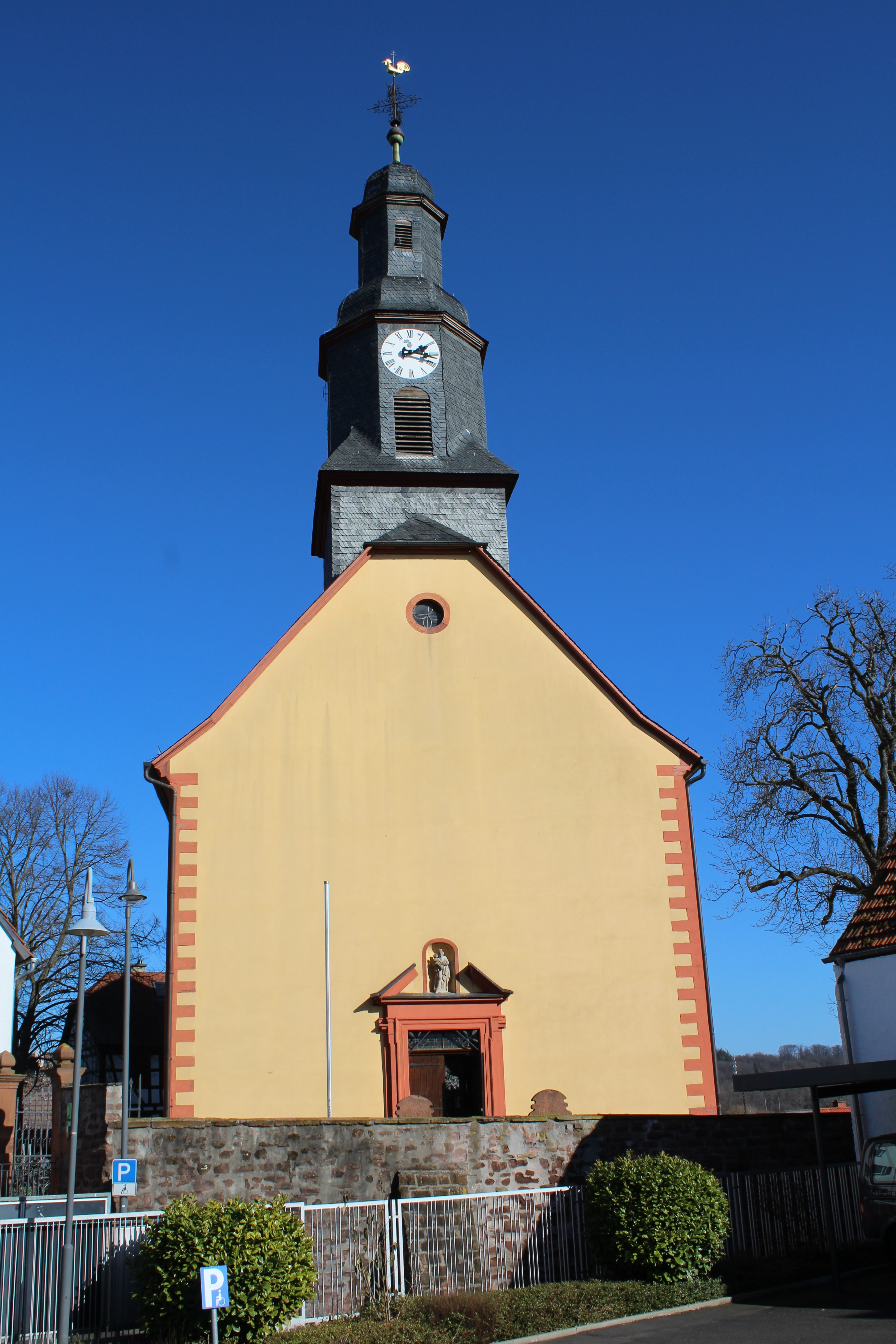
Blick von Westen

Der nicht exakt geostete, sondern leicht nach Nord-Nordost ausgerichtete, gelb verputzte Saalbau ist in exponiert erhöhter Lage auf einem Kirchberg im alten Ortszentrum errichtet. Nur die Eckquaderung des Bruchsteinmauerwerks, die Umrahmungen der Fenster und Portale sowie die umlaufenden Sockelsteine aus rotem Sandstein sind vom Verputz ausgespart. Der eingezogene Fünfachtelchor wird durch zwei schräge Mauern mit dem Langhaus verbunden. Je vier große Rundbogenfenster an beiden Langseiten versorgen den Innenraum mit Licht. Die Westseite ist fensterlos, abgesehen von einem sehr kleinen Rundfenster unterhalb des Schopfwalmdachs. Die Kirche wird außer der Sakristeitür durch hochrechteckige Portale mit profilierter Sandstein-Umrahmung im Westen und Süden erschlossen. Das Westportal wird durch einen dreieckigen gesprengten Giebel mit einer Nische verziert, in der die Figur der Gottesmutter mit dem Jesuskind auf dem Arm aufgestellt ist. Bis zu Beginn des 19. Jahrhunderts wurde das umgebende Gelände als Friedhof genutzt.
Das Satteldach ist an jeder Seite mit kleinen Gauben bestückt, über dem Chor ist es abgewalmt. Im Westen ist ein achtseitiger, vollständig verschieferter Dachreiter aufgesetzt. Er entwickelt sich aus einem kubusförmigen Schaft, dessen beide Obergeschosse sich jeweils verjüngen. An vier Seiten sind jeweils rundbogige Schallöffnungen für das Geläut eingelassen. Im ersten Obergeschoss sind über den Schallöffnungen in jede Himmelsrichtung die vier weißen Zifferblätter der Turmuhr angebracht. Ein Turmknauf, ein schmiedeeisernes Kreuz und ein vergoldeter Wetterhahn bekrönen die Welsche Haube.
Der giebelständige, zweigeschossige Sakristeianbau wird von einem geschieferten Satteldach bedeckt, dessen Dachfirst an die Traufe des Kirchendachs reicht. Dem Kaminabschluss ist ein Sandsteinkreuz aufgesetzt. Die Sakristei wird an der Südseite unten durch zwei ellipsenförmige Fenster und oben durch zwei Rundbogenfenster belichtet. Im Giebeldreieck ist ein kleines rundes Blindfenster eingelassen. Westlich springt das Treppenhaus mit einer hochrechteckigen Tür unter einem Vordach etwas zurück.

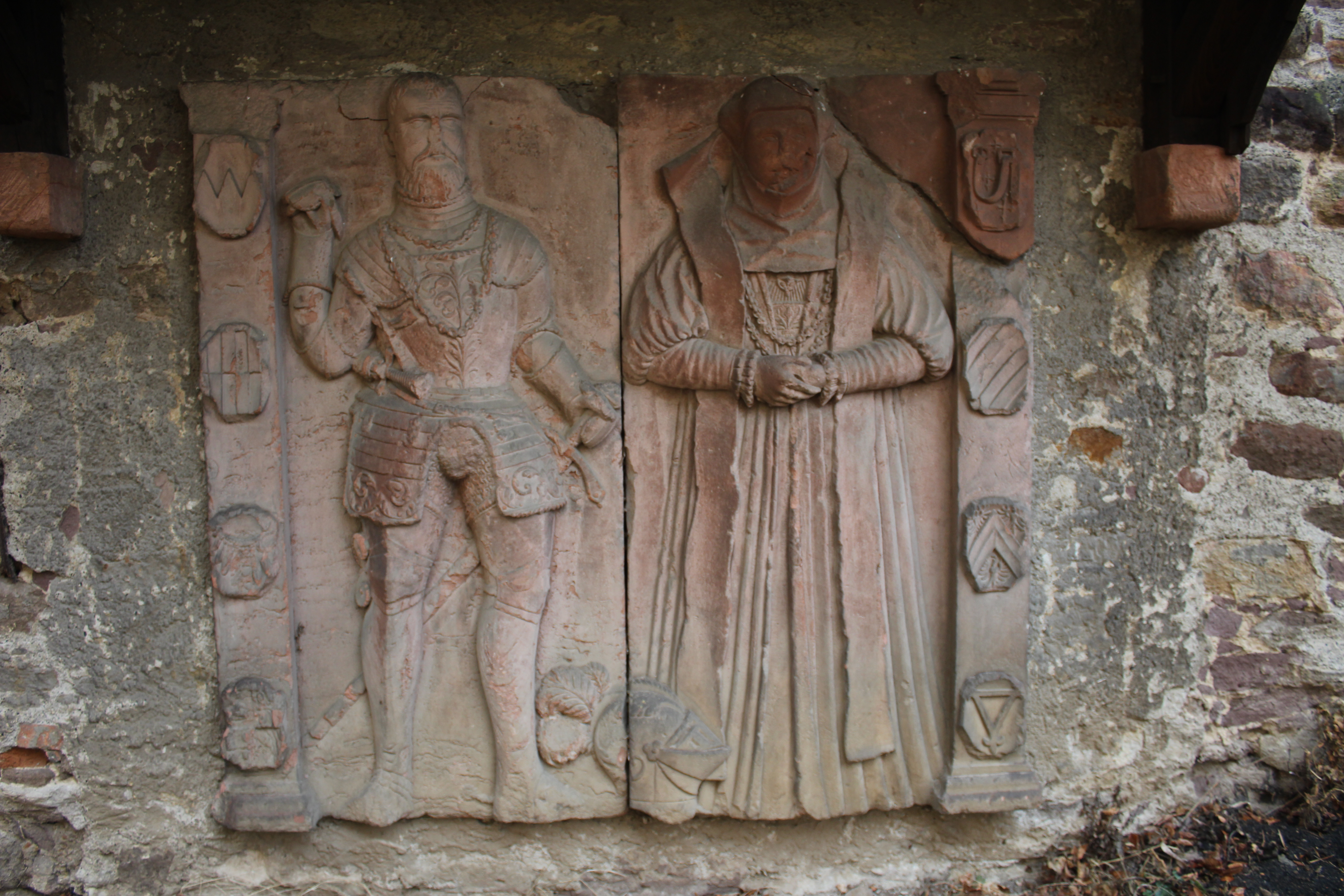
Doppelgrabstein für Johann von Stockheim zu Helbringen und Gertrud von Bellersheim

Das ehemalige Friedhofsgelände („Kirchplatz“) ist von einer steinernen Stützmauer umfriedet, die um 1820 errichtet wurde. Der Kirchhof verfügt über plastischen Figurenschmuck und zahlreiche alte Grabsteine des 16.–18. Jahrhunderts. An der Nordwand des Friedhofs ist der Doppelgrabstein eines Ritters in voller Rüstung und seiner Frau in einem Faltengewand aufgestellt. Es zeigt ein Ehepaar in Lebensgröße, flankiert von zwei Pilastern mit je vier Wappenschilden, die trotz fehlender Inschrift eine Identifizierung ermöglichen: Es handelt sich um den Friedberger Burgmeister Johann von Stockheim zu Helbringen (Heldenbergen) († 1541) und seine Frau Gertrud von Bellersheim († 1533). Die beiden oberen Wappen bezeichnen jeweils die Großväter und die beiden unteren die Großmütter. Der Kirchenaufgang, der mit der Jahreszahl 1753 bezeichnet ist, wird von den Apostelfiguren des Petrus und Paulus aus gelbem Sandstein bekrönt. Es sind Abgüsse der Originale, die im Windecker Heimatmuseum ausgestellt sind. Die reich verzierten schmiedeeisernen Friedhofstüren stammen ebenfalls aus der Mitte des 18. Jahrhunderts. Auf der südlichen Mauer ist die Sandsteinfigur des Gottfried von Cappenberg aufgestellt. Aus rotem Mainsandstein ist eine große Pietà aus der zweiten Hälfte des 18. Jahrhunderts in der Mitte des Kirchhofs gefertigt. In der nordöstlichen Friedhofsmauer ist eine Frauenfigur unbekannter Identität und Herkunft als Halbrelief eingearbeitet. Eine kleine Pietà in einer Nische links vom Treppenaufgang in der südöstlichen Friedhofsmauer stammt vermutlich aus dem 13. Jahrhundert. In der südwestlichen Mauerecke findet sich in einer Nische der betende Christus am Ölberg, der auf eine Engelsfigur blickt. Es handelt sich um Spolien, deren ursprünglicher Aufstellungsort unbekannt ist.

## Innenausstattung

Gotische Kreuzigungsgruppe

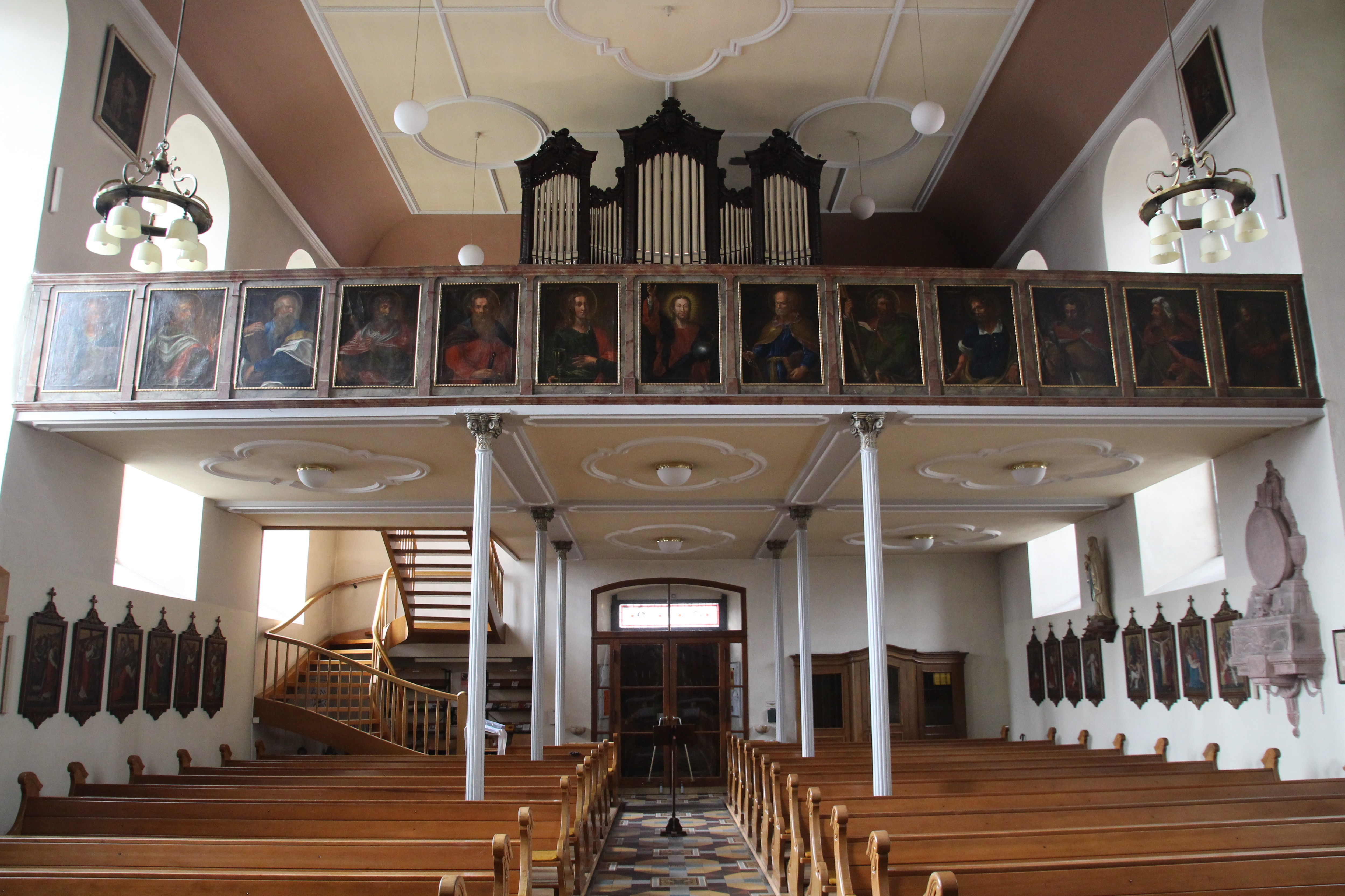
Westempore

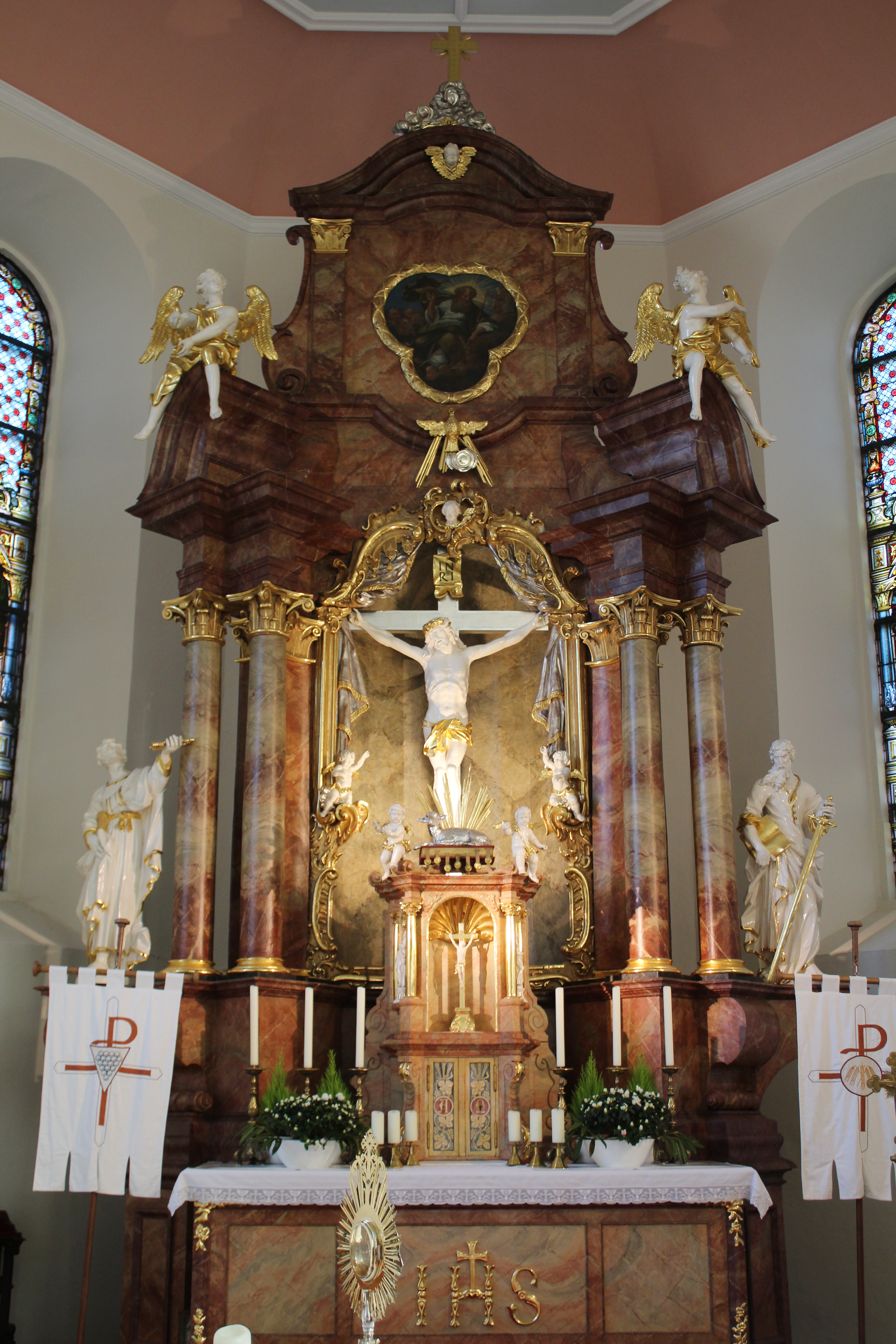
Hauptaltar von 1719/1754

Der Innenraum wird von einer Spiegeldecke abgeschlossen, die mit Stuckornamenten (Kreisen, Halbkreisen und Vierpässen) verziert ist. Der Mittelgang ist mit ornamentierten Platten belegt, die farblich der Kirchenausstattung entsprechen. Die bunt bemalten Glasfenster im Stil des Historismus, die der Heidelberger Glasmaler Beiler gestaltete, zeigen im Chor die Verkündigungsszene und die Weihnachtskrippe (1900). Auf dem Buntglasfenster von 1914 an der nördlichen Langseite des Schiffs werden Maria und Elisabeth dargestellt.
Das älteste Inventarstück, das aus der Vorgängerkirche übernommen wurde, ist ein gotisches Gabelkreuz aus Sandstein, das als Lebensbaum gestaltet ist, in einer Nische in der nördlichen Langwand, wo früher ein Beichtstuhl aufgestellt war. Die dreiteilige Kreuzigungsgruppe des 14. Jahrhunderts zeigt einen nahezu sitzenden Christus mit langem Haupthaar und ohne Bart, dessen Rippen stark hervortreten. Die astförmigen Querarme des Kreuzes sind wie zwei Arkaden gewölbt. Ein spätgotisches Taufbecken ist vor dem Pfarrhaus aufgestellt. Die zwei Grisaille-Scheiben im Oberlicht des Haupteingangs sind Kopien des spätgotischen Originals, die im Mainzer Diözesanmuseum ausgestellt werden. Sie zeigen Maria als Kirchpatronin und den heiligen Nikolaus mit drei goldenen Äpfeln.
Der hölzerne, rot-braun marmorierte Hauptaltar an der östlichen Chorwand und die beiden Seitenaltäre an der Ostwand der Kirche vor dem Chor beherrschen den Innenraum. Sie wurden aus Gernsheim übernommen, aber in der Rahmung im Stil des Rokoko überarbeitet und erhielten ein neues Bildprogramm. Die Aufbauten der Altäre schuf Johann Läufer 1717, den plastischen Schmuck der Mainzer Hofbildhauer Franz Matthias Hiernle im Jahr 1719. Die mittlere Nische im Hauptaltar wird von Rocaillen und einem geöffneten gold-silbernen Vorhang über zwei kleinen weißen Engeln gerahmt. Ein großes weißes Kruzifix weist darauf, dass der Hauptaltar dem Heiligen Kreuz geweiht ist. Die Nische mit dem Kreuz wurde erst für Heldenbergen gestaltet und ersetzt ein Gemälde der Maria Magdalena, das der Wormser Maler Martin Rosner schuf. Der Altar wird von je zwei Freisäulen flankiert, die in vergoldeten Volutenkapitellen enden. Ganz links steht Petrus mit Schlüssel und ausgestreckter Hand, auf der rechten Seite der Apostel Paulus mit dem Schwert. Auf den geschweiften, gesprengten Giebeln sitzen weiße, teils vergoldete Engel. Im oberen Abschluss ist in einem Dreipass Gottvater, der auf Christus herabblickt. Ein goldenes Strahlenkreuz bekrönt den Hauptaltar. Eine silberne Taube als Symbol für den Heiligen Geist vervollständigt die Dreifaltigkeit. Die Mensa ist um zwei Stufen erhöht und trägt vorne das Christusmonogramm IHS. Auf dem Tabernakel ruht das Lamm Gottes auf dem Buch mit den sieben Siegeln zwischen zwei kleinen Engeln. In den seitlichen Nischen darunter sind die Figuren von Maria und Maria Magdalena angebracht.
Die Seitenaltäre sind Maria und Josef geweiht, die als weiße Skulpturen auf einem Podest in einer Nische vor einem aufgerissenen Vorhang dargestellt werden. Links ist eine Mondsichelmadonna zu sehen, die von den kleineren Figuren der heiligen Barbara mit Kelch und Hostie und dem heiligen Johannes Nepomuk mit Birett und Chorhemd flankiert wird. Die Josefsfigur im rechten Altar wurde im 19. Jahrhundert als Kopie gefertigt. Josef trägt als Zeichen seiner Reinheit einen langen Lilienstab. Ihm sind die Figuren von Johannes dem Täufer mit dem Lamm Gottes und der Siegesfahne und der heiligen Margareta zugeordnet. Auf den Altaraufsätzen sind die verschlungenen Namen MARIA und JOSEPH zu lesen. Die ursprünglichen Gemälde der Geburtsszene und des hl. Josef wurden für Heldenbergen ersetzt. Beide Altäre waren 1712 zunächst aufgemauert und erhielten 1717–1719 Aufbauten aus Nussbaumfurnier. Die ursprünglichen gemalten Altarbilder sind an den Langseiten der Kirche angebracht. Die größeren Gemälde eines unbekannten Wormser Malers, vermutlich ebenfalls Rosner, zeigen Mariä Himmelfahrt und den hl. Josef, die kleineren den Sohn Gottes und den Heiligen Geist.

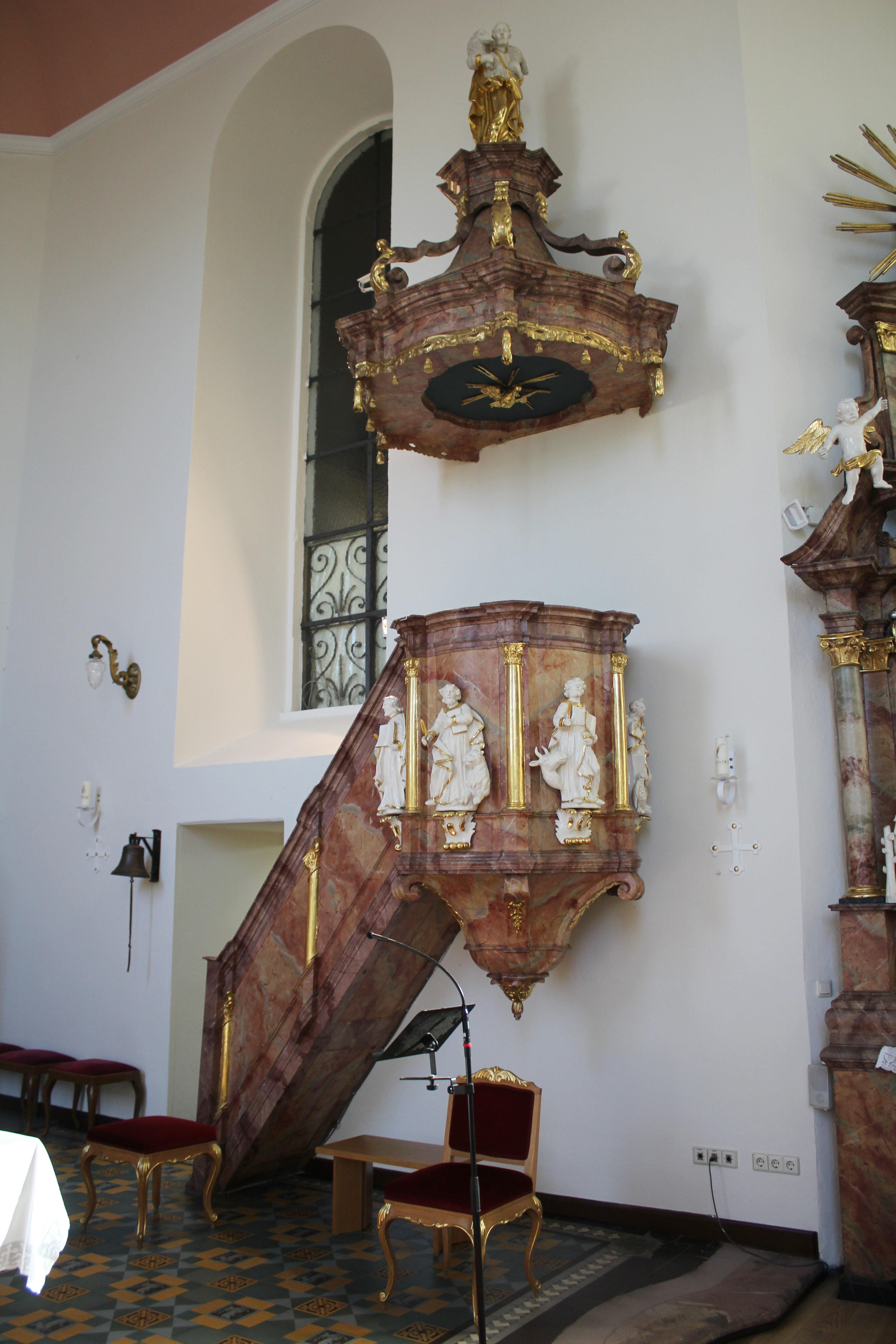
Barockkanzel an der südlichen Chorwand

Die Barockkanzel aus rot-braun-marmoriert bemaltem Holz stammt ebenfalls aus dem Anfang des 18. Jahrhunderts und besteht aus dem Kanzelaufgang, dem Kanzelkorb und dem Schalldeckel. Der steile Aufgang wird ebenso wie der Kanzelkorb durch vergoldete Halbsäulen gegliedert. Die Kanzelfelder werden durch vier weiße Skulpturen der Evangelisten mit ihren Evangelistensymbolen geschmückt. Der Schalldeckel ist reich profiliert und mit vergoldeten Quasten verziert. An der Unterseite ist eine vergoldete Taube angebracht, oben laufen Voluten in eine Konsole aus, auf der Christus als Guter Hirte dargestellt ist, der zwei Lämmer auf den Schultern trägt.
Das barocke Taufbecken ist pokalfärmig aus grauem Marmor gestaltet. Neben dem südlichen Seiteneingang steht der barocke Beichtstuhl, der der Werkstatt des Aschaffenburger Schreiners Anton Grimm zugeschrieben wird. Ein weiterer ist neben dem Westportal aufgestellt. Im Chorraum erinnern die beiden Epitaphien aus schwarzem Marmor mit weißen Kalksteinaufsätzen an die Pfarrer Anton Haber († 1753) und Anton Friedrich Haber († 1759), ein Grabdenkmal aus Rotsandstein an der Nordwand unter der Empore an Pfarrer Franz Anton Külsheimer († 1811) und daneben zwei schwarze Marmorepitaphe an Magdalena Josepha von Weichs († 1766) und an Johann Philipp Carl VII. von Hattstein († 1762).
Die bis zur Hälfte des Schiffs eingezogene Westempore dient als Aufstellungsort für die Orgel. Sie ruht auf sechs schlanken, gusseisernen, kannelierten Säulen mit Volutenkapitellen. Die Füllungen der Emporenbrüstung zeigen auf Gemälden eines unbekannten Meisters zentral Christus als Pantokrator, der von den zwölf Aposteln umgeben wird. Unterhalb der Empore sind die 14 Stationen des Kreuzwegs von 1890 im Nazarenerstil angebracht. Das holzsichtige Kirchengestühl hat geschwungene Wangen.

## Orgel

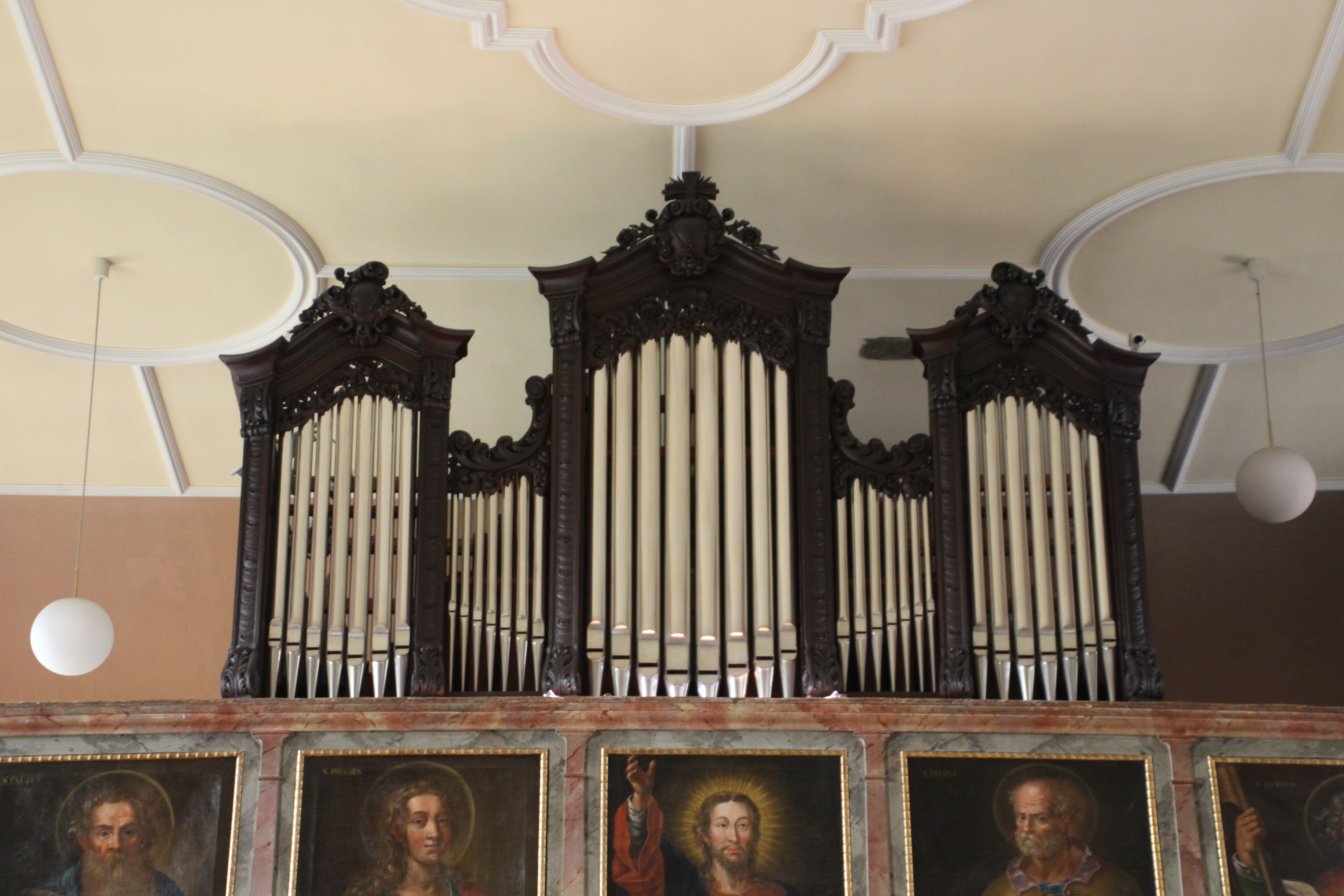
Die Körfer-Orgel von 1909

Die Kirchengemeinde Heldenbergen bat 1754 die Gernsheimer Gemeinde um ihre Orgel, die jedoch 1755 in die neue Gernsheimer Kirche aufgestellt wurde. Nicht bekannt ist, ob diese 1764 bereits wieder verkaufte Orgel nach Heldenbergen gelangte. 1790 und 1841 ist eine Orgel nachgewiesen. Ein im Jahr 1863 von einem unbekannten Orgelbauer geschaffenes Instrument hatte 19 Register auf zwei Manualen und Pedal. Es wurde 1909 durch Michael Körfer (1868–1950) aus Gau-Algesheim ersetzt. Die Prospektpfeifen wurden 1917 für Rüstunsgzwecke abgeliefert und später durch Zinkpfeifen ersetzt. Die Firma Förster & Nicolaus Orgelbau führte im Jahr 1983 eine größere Reparatur und 1996 eine umfassende Restaurierung durch und ergänzte in diesem Zuge zwei fehlende Register. Die zweimanualige Orgel mit pneumatischen Kegelladen hinter neobarockem Prospekt ist stilistisch ein Werk der Spätromantik mit elf grundtönigen Stimmen in der 8-Fuß-Lage („Äquallage“), die eine stufenlose Klangdynamik ermöglichen. Sie verfügt insgesamt über 19 Register und weist folgende Disposition auf:
| I Manual C–f3 |      |
| Bourdon       | 16′  |
| Prinzipal     | 8′   |
| Flaut Major   | 8′   |
| Gedeckt       | 8′   |
| Gambe         | 8′   |
| Aeoline       | 8′   |
| Oktave        | 4′   |
| Rohrflöte     | 4′   |
| Cornett IV    | 4′   |
| Mixtur IV     | 2 ⁄3 |
| Trompete      | 8′   |

| II Manual C–f3   |    |
| Flötenprinzipal  | 8′ |
| Lieblich Gedeckt | 8′ |
| Salicional       | 8′ |
| Dolce            | 8′ |
| Flöte            | 4′ |

| Pedal C–d1  |     |
| Subbass     | 16′ |
| Violonbass  | 16′ |
| Violoncello | 8′  |

- Koppel: II/I, I/II Super, I/II Sub, I/P, II/P
- Spielhilfen: 1 freie Kombination, 4 feste Kombinationen (p, mf, f, ff), Auslösung, Pedalumschaltung, Calcanten-Pfeife